# Michael Berger
Michael Berger (ur. 1 grudnia 1990 w Deutschlandsbergu) – austriacki piłkarz występujący na pozycji obrońcy. Wychowanek zespołu Grazer AK, zawodnik czwartoligowego klubu USV Mettersdorf.
W austriackiej Bundeslidze rozegrał 56 spotkań i zdobył 1 bramkę.